# NGC 1228
NGC 1228 é uma galáxia espiral barrada (SB0-a) localizada na direcção da constelação de Eridanus. Possui uma declinação de -22° 55' 21" e uma ascensão recta de 3 horas, 08 minutos e 11,7 segundos.
A galáxia NGC 1228 foi descoberta em 1886 por Frank Leavenworth.